# Joseph Dumas
Pour les articles homonymes, voir Dumas.
Joseph Dumas, né le 17 mai 1904 à Saint-Gérand (Morbihan) et mort le 30 janvier 1971 à Paris 12e,, est un syndicaliste et un homme politique français, membre du Mouvement républicain populaire (MRP).

## Biographie
Né dans une famille modeste, Joseph Dumas travaille dès l'âge de 11 ans comme débardeur puis ajusteur en usine dans la région parisienne.
Après avoir combattu durant la bataille de France, il s'engage dans la Résistance et devient chef national du Comité de Résistance des syndicalistes chrétiens (CRSC). À la Libération, il fait partie du Comité parisien de Libération au titre de membre de la CFTC et reçoit plusieurs décorations.
Adhérent du MRP, il est élu à l'Assemblée constituante de 1946, placé en deuxième position sur la liste conduite par Eugène Rigal dans la 6e circonscription. Il est réélu aux élections à la première législature de la quatrième République, le 10 novembre 1946. Il conserve son siège à l'issue des élections pour la deuxième législature. Parlementaire très actif, membre de la commission des territoires d'outre-mer, il s'attache aux questions du travail et de la condition ouvrière dans ces territoires.
Pour les élections législatives de 1956, il conduit la liste MRP, toujours dans la 6e circonscription, mais la liste n'obtient aucun élu.

## Détail des fonctions et des mandats
Mandat parlementaire
- 2 juin 1946 - 1er décembre 1955 : député de la Seine

## Décorations
- Officier de la Légion d'honneur (2 septembre 1904)
  -  Chevalier de la Légion d'honneur (27 novembre 1946)
- Croix de guerre 1939-1945  avec palme
- Médaille de la Résistance française par décret du 3 aout 1946[4]